# 境宗久
境 宗久（さかい むねひさ、1971年9月1日 - ）は、日本のアニメーション演出家、監督。東映アニメーション、MAPPAで勤務した後、2022年10月現在はスタジオKAIに所属。

## 略歴・作風
キャリア当初から東映アニメーションに長らく籍を置いていた。
東映アニメ在籍時代の代表作の一つであるアニメ版『ONE PIECE』では立ち上げの段階から参加。同作品における動きやカメラアングルなどに重点を置いた演出が特徴である。2005年10月23日放送の第246話「麦わら海賊団全滅? モデル豹の脅威!」よりシリーズディレクターに就任し、2006年10月 - 2008年9月（第279話「滝に向かって飛べ!ルフィの想い!!」 - 第372話「超絶バトルスタート!ルフィVSルフィ」）に初代シリーズディレクターの宇田鋼之介に代わり単独で担当。翌2009年には劇場版『ONE PIECE FILM STRONG WORLD』の監督を務めた。
2017年3月末日をもって退職し、同年4月 - 2022年はMAPPAに所属。2018年10月からは転籍後初の監督作品『ゾンビランドサガ』を手掛ける（東映退職前にも幾つかのMAPPA作品に関わっている）。2022年にMAPPAを退社し、スタジオKAIに所属している。

## 主な参加作品

### テレビアニメ
1995年
- 世界名作童話シリーズ ワ〜ォ!メルヘン王国（制作進行）

1996年
- ゲゲゲの鬼太郎（第4作、1996年 - 1998年、絵コンテ・演出）

1998年
- ひみつのアッコちゃん（第3作、1998年 - 1999年、演出）

1999年
- ドクタースランプ（演出）

1999年-
- ONE PIECE（絵コンテ・演出／2006年 - 2008年、シリーズディレクター）

2010年
- ハートキャッチプリキュア!（2010年 - 2011年、演出）

2011年
- スイートプリキュア♪（2011年 - 2012年、シリーズディレクター）

2012年
- スマイルプリキュア!（演出）

2013年
- トリコ（演出）

2016年
- DAYS（副監督、絵コンテ・演出）
- ユーリ!!! on ICE（絵コンテ）

2017年
- タイガーマスクW（演出）
- 賭ケグルイ（オープニング演出・絵コンテ）

2018年
- ゾンビランドサガ（監督・音響監督・絵コンテ・演出・ED絵コンテ/演出）

2019年
- どろろ（演出協力・絵コンテ）

2020年
- 恋とプロデューサー〜EVOL×LOVE〜（監督・音響監督・絵コンテ・演出）

2021年
- ゾンビランドサガ リベンジ（監督・音響監督・絵コンテ・演出・ED絵コンテ/演出）

2022年
- ダンス・ダンス・ダンスール（監督）

2023年
- ウマ娘 プリティーダービー Season 3（絵コンテ）

2024年
- ループ7回目の悪役令嬢は、元敵国で自由気ままな花嫁生活を満喫する（絵コンテ・演出）

2026年
- スノウボールアース（監督）

### 劇場アニメ
1994年
- ドラゴンボールZ 危険なふたり!超戦士はねむれない（制作進行）
- ドラゴンボールZ 超戦士撃破!!勝つのはオレだ（制作進行）

1995年
- ドラゴンボールZ 復活のフュージョン!!悟空とベジータ（制作進行）

1996年
- ドラゴンボール 最強への道（助監督）

1999年
- ドクタースランプ アラレのびっくりバーン（助監督）

2002年
- ONE PIECE 夢のサッカー王!（監督）

2009年
- ONE PIECE FILM STRONG WORLD（監督・絵コンテ）

### Webアニメ
2014年
- 美少女戦士セーラームーンCrystal（-2015年、シリーズディレクター）